# Pedro Muñiz (arzobispo)
Pedro Muñiz (San Fins de Brión, ¿?-Santiago de Compostela, 29 de enero de 1224), apodado el Nigromántico, fue un eclesiástico y canonista de origen gallego que ocupó varios cargos católicos de importancia a lo largo de su vida, destacando por encima de todos el de arzobispo de Santiago de Compostela (1207-1224).
A pesar de su intensa labor dentro y fuera de la archidiócesis compostelana, el prelado pasó a la historia por haber sido el encargado de consagrar la Catedral de Santiago de Compostela en 1211 y por sus supuestas prácticas nigrománticas, las cuales lo han llevado a ser protagonista de varias leyendas populares.

## Biografía
Antes de iniciarse en la vida eclesiástica, Pedro Muñiz, originario de San Fins de Brión, en el arciprestazgo de Amaía, vivía gracias a unas tierras que tenía en la localidad de la que era oriundo. Pero su vinculación a la Iglesia empezó al desempeñar, a una edad muy temprana, el cargo de archidiácono de la Catedral de Santiago de Compostela.
Luego de una etapa en Santiago, Pedro Muñiz se trasladó a tierras leonesas, donde inicialmente ocupó el puesto de deán de León. Mientras desempeñaba este puesto, según recoge Lucas de Tuy en sus Milagros de San Isidoro, tuvo que acudir junto a Martín de la Santa Cruz (Santo Martino) para buscar cura a unas fiebres cuartanas que lo aquejaban desde hacía meses. Después de que ambos orasen cerca del altar de San Isidoro, Pedro Muñiz recobró milagrosamente la salud. A partir de ese momento, el futuro arzobispo de Santiago entabló una profunda amistad con Martín y desarrolló una gran fe en torno a la figura de San Isidoro. No en vano, a raíz de este hecho dedicó «una muy elegante y retórica homilía en honor de San Isidoro, a quien llama Apóstol de los Apóstoles de Cristo».

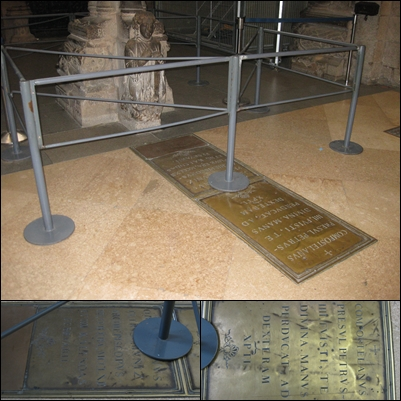
Actual estado de la tumba de Pedro Muñiz en las inmediaciones del Pórtico de la Gloria (arriba). Detalle del epitafio latino inscrito en la lápida de bronce (abajo).

En mayo de 1205 fue nombrado obispo de León y hasta principios de 1207 confirmó varios diplomas del rey Alfonso IX de León y el 26 de marzo de 1206, estuvo presente y confirmó el Tratado de Cabreros que ponía fin a las disputas entre los reyes Alfonso VIII de Castilla y Alfonso IX. Ejerció el cargo de obispo de León hasta principios de 1207 y en febrero del mismo año ya aparece el obispo Pelagius Petri (Pelayo Pérez) al frente de la sede leonesa.

A comienzos de 1207 llegó como arzobispo a Santiago de Compostela,  tomando el nombre de Pedro IV. Estuvo presente en las Cortes de León de 1218. Durante el tiempo que fue arzobispo hizo valer su amistad con el pontífice Inocencio III para lograr beneficios para la diócesis compostelana, se encargó de consagrar el complejo religioso (en abril de 1211) y supo mantener la estabilidad añorada en la segunda mitad del siglo XII.  También mantuvo buenas relaciones con los reyes Alfonso IX y Fernando III de Castilla quienes realizaron cuantiosas donaciones y otorgaron varios privilegios a la sede compostelana.
Falleció el 29 de enero de 1224, recibiendo sepultura, tal y como él había dispuesto, en el Pórtico de la Gloria.  Antiguamente era tradición que las procesiones claustrales se detuviesen ante la tumba y dedicasen al desaparecido arzobispo una oración de desagravio por la fama adquirida tiempo después de su deceso. Incluso existen teorías que apuntan a que el popular Santo dos Croques podría formar parte, a modo de escultura orante, del antiguo mausoleo que contenía los restos mortales de Pedro Muñiz, el cual acabó siendo substituido por una lápida a ras del suelo. A día de hoy todavía es posible leer en la lámina sepulcral de bronce que recuerda a Pedro Muñiz un epitafio en latín, grabado en 1776 por el latonero Diego Álvarez, que reza lo siguiente:

COMPOSTELANVS PRESVL PETRVS ~ IIII, FVISTI, TE DIVINA MANVS PERDVCAT, AD DEXTERAM XPTI. OBIT DOMINVS PETRVS MVNIZ ARCHIEPISCOPVS ~ IIII, SVB ERA, MCCLXII ET IIII KALENDAS FEBRVARII.
Pedro IV fuiste obispo compostelano. Que la mano divina te conduzca a la derecha de Cristo. El arzobispo Pedro IV Muniz murió cuatro días antes de las calendas de febrero del año 1262 de la era hispana.

Fue sucedido en el cargo por Bernardo II.

### Labor como arzobispo

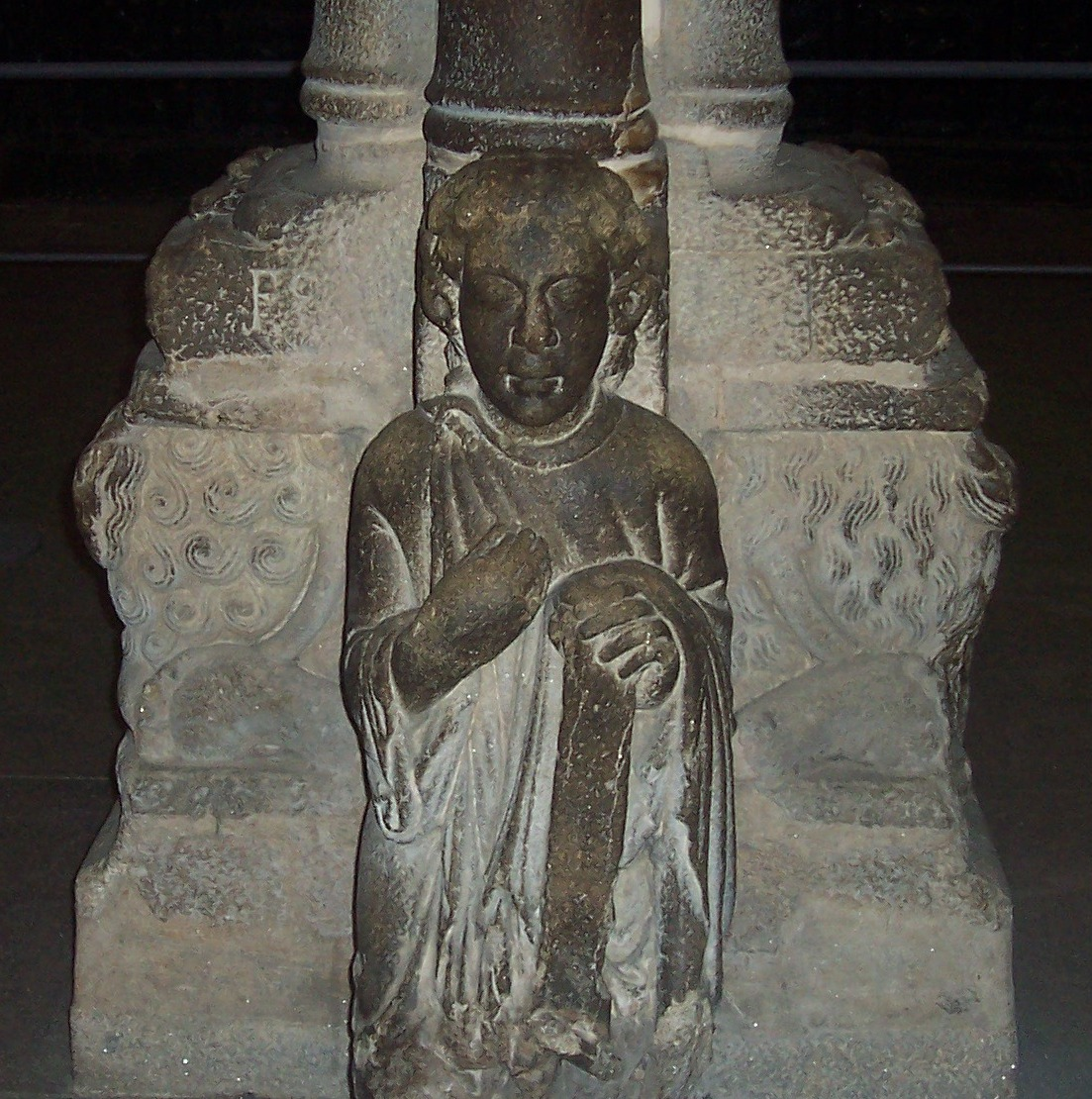
Entre otras hipótesis, se ha teorizado sobre la posibilidad de que el Santo dos Croques (en la imagen) fuese una parte del sarcófago en el que yacía Pedro Muñiz.

Por aquel entonces, era frecuente que en el interior de la Catedral estallasen trifulcas entre los peregrinos para obtener un sitio en el que poder rezar, lo más próximo posible a la tumba del Apóstol Santiago. Muchos de los enfrentamiento conllevaban derramamiento de sangre, quedando el edificio execrado y cerrado al culto hasta que el arzobispo no oficiase de nuevo el complejo rito de consagración del templo. Sin embargo, el papa Inocencio III permitió a Pedro Muñiz sustituir este proceso por un simple rito de bendición. También consiguió el arzobispo que Su Santidad emitiese una bula contraria a los falsificadores de insignias de la peregrinación (el derecho de venta de estas correspondía a la basílica por medio de vendedores autorizados y controlados por ella) o que le permitiese emplear el palio arzobispal fuera de las diócesis de la metrópoli.

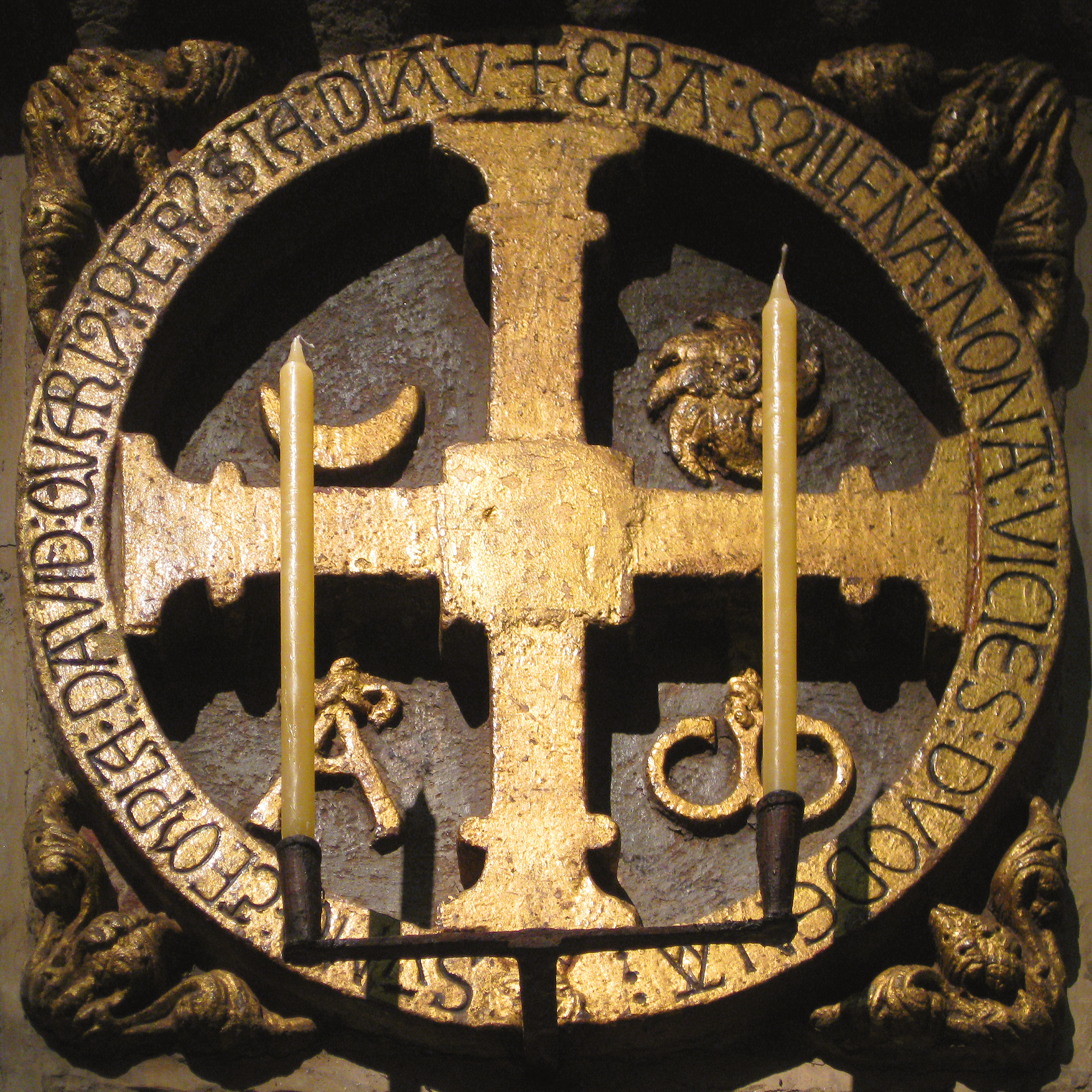
En la imagen, una de las doce cruces de consagración de la Catedral de Santiago de Compostela. El dístico latino que la circunda dice «en la Era 1249 Pedro IV dedicó este templo al sumo David».

Sumamente interesado en la cultura y en la reforma de la vida cristiana (como venía siendo habitual en los prelados compostelanos), Pedro Muñiz también destacó como canonista, colaborando en el desarrollo del nuevo derecho culto de la Iglesia. Envió a sus clérigos a los studia franceses e italianos para que se versaran en las Humanidades, y también amparó a las órdenes mendicantes instaladas en la diócesis a sabiendas de que esto ayudaría en la renovación moral e intelectual del clero perteneciente a ella. No en vano, esta especie de mecenazgo sirvió para que los studia de los dominicos y franciscanos se asentasen en Santiago en torno a 1220, casi al mismo tiempo que lo hacían en ciudades como Oxford o París. La protección de las órdenes fue tal, que incluso Pedro Muñiz permitió que estas desarrollasen una actividad exegética sobre los recién descubiertos escritos aristotélicos, como eran De animalibus o los scripta minora, y empleasen los comentarios anteriormente hechos por filósofos como Averroes o Avicena. Quedaba así demostrado su vanguardismo en el seno de la Iglesia, pues tan solo diez años antes, el obispo de París había ordenado quemar todas las notas y comentarios que el panteísta David de Dinant había hecho sobre buena parte de la literatura aristotélica.
Tanto el arzobispado de Pedro Muñiz como el de su sucesor, Bernardo II, estuvieron marcados por la paz, y un «dejar hacer» permitió a los burgueses compostelanos dotarse de una organización política de la que hasta el momento habían carecido. En este ambiente tan propicio se fraguaron los primeros gremios en la ciudad y la figura del concejo ganó una importancia que, a la postre, acabó por desbordar a la autoridad eclesiástica. De hecho, el trato tan benévolo dispensado a la burguesía por Pedro Muñiz hizo que tiempo después, el cabildo catedralicio se viese forzado a designar a un prelado combativo (Juan Arias Gallinato) en aras de preservar potestades en el ámbito de la política, la justicia y el régimen fiscal. No obstante, no se lograron grandes éxitos, pues la burguesía, que llegó a contar con la posición favorable del monarca, arrebató a la persona del arzobispo diversos poderes y privilegios.

### Leyendas

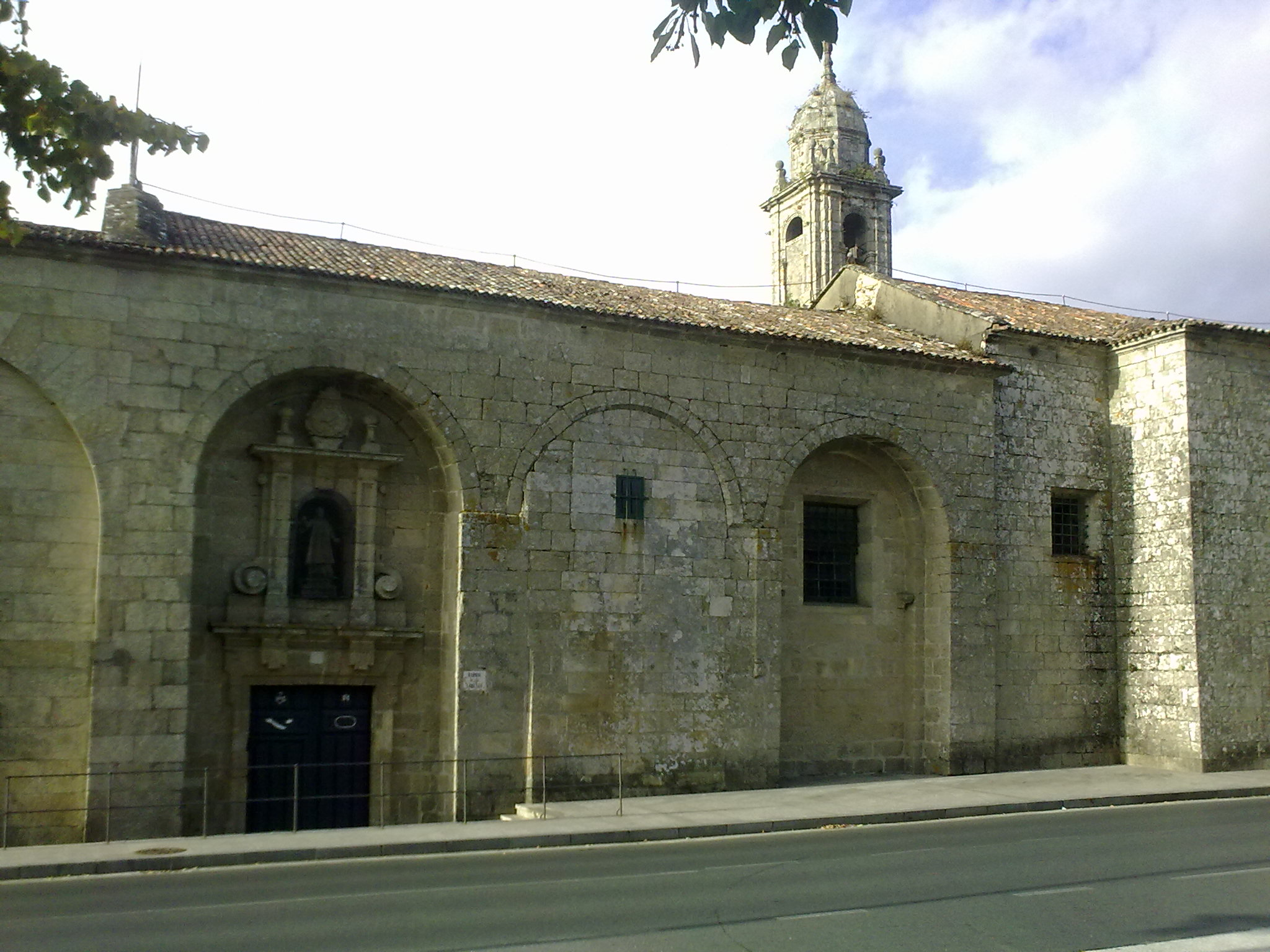
En la fotografía, Monasterio de San Lorenzo de Trasouto, en el que según cuenta la leyenda estuvo recluido forzosamente Pedro Muñiz después de haber sido acusado de nigromante.

Fueron varias las leyendas que surgieron en torno a la figura de Pedro Muñiz, todas ellas debidas a las supuestas prácticas nigrománticas que llevaba a cabo. No en vano, en un episcopologio del siglo XVI, que se conserva copiado en el Tumbo I de Constituciones, se le califica como «Pedro Muñiz, nigromántico gallego». También el padre Gonzaga, a través de su obra De origine Seraphicae Religionis Franciscanae (1587), contribuyó a la expansión del mito. Sin embargo, no existe ninguna prueba fehaciente con la que se le pueda achacar la práctica de la nigromancia, siendo lo más probable que su fama de «brujo» fuese debida a la elocuencia e inteligencia demostrada a lo largo de su vida.
De entre todas las leyendas destacan dos. Según una de estas, el prelado habría buscado entre los símbolos de la Catedral la piedra filosofal; mientras que la segunda, narrada por el sacerdote Amaro de González en el siglo XVIII, le atribuye el poder de volar, del cual habría hecho uso en una noche de Navidad. Así, el arzobispo, movido por la nostalgia, se habría desplazado por el aire desde Roma, donde se encontraba a consecuencia de la celebración del cuarto Concilio de Letrán (aunque en la actualidad se sabe que el arzobispo no se hallaba entre los 1 500 eclesiásticos asistentes) hasta Santiago de Compostela, llegando a tiempo para cantar la última lección de maitines. 
Según el padre Gonzaga, el papa Honorio II, quien también había sido relacionado con la magia, obligó al arzobispo a recluirse en el monasterio de San Lorenzo de Trasouto a consecuencia de su interés por las ciencias ocultas, aunque este hecho ha sido desmentido por el escritor y eclesiástico Antonio López Ferreiro.